# Lance Kramer
Lance Kramer es un director de animación en la serie americana Los Simpson. También trabajó como animador asistente en Tom and Jerry: The Movie.

## Biografía
Kramer se graduó de la Escuela Secundaria The Woodlands en The Woodlands, Texas. Poco después, comenzó a trabajar como animador en la serie Los Simpson.

## Episodios deLos Simpson
Kramer dirigió los siguientes episodios:

### Undécima temporada
- "Saddlesore Galactica"

### Duodécima temporada
- "Skinner's Sense of Snow"

### Decimotercera temporada
- "A Hunka Hunka Burns in Love"
- "The Old Man and the Key"

### Decimocuarta temporada
- "Mr. Spritz Goes to Washington"

### Decimonovena temporada
- "Little Orphan Millie"
- "Smoke On The Daughter"

## Otros trabajos
Kramer dirigió "Denny Goes Air-Surfing," un corto de dos minutos que se emitió como parte del Festival de Animación de 1991 de Spike y Mike. En este, un joven dragón llamado Denny decide viajar en un avión 747, con el acompañamiento de la canción instrumental de música rock de Joe Satriani "Surfing with the Alien."